# Die Heulsuse
Die Heulsuse (russisch Плакса Plaksa) ist eine russische Drama-Fernsehserie mit musikalischen Elementen, in der das Hauptaugenmerk auf Mobbing in der Schule liegt.
Die Serie ist am 28. September 2023 erstmals auf der Streamingplattform Wink, einem russischen Pendant von Netflix, erschienen. Die offizielle TV-Premiere der ersten Staffel fand auf dem Fernsehsender STS am 18. Dezember 2023 statt. Die zweite Staffel erschien am 9. Dezember 2024 ebenda.

## Handlung

### Erste Staffel
Die Serie handelt von dem 14 Jahre alten Mädchen namens Mascha Terechowa, die in Moskau auf eine russisch-amerikanische Schule ging. Sie wohnte mit Vater Andrei, Mutter Jelena und ihrem kleinen Bruder Denis. Aufgrund der gegen Russland verhängten Sanktionen verlor ihr Vater, Andrei Terechow, seinen lukrativen Job als Architekt für Wolkenkratzer, da sein US-amerikanischer Arbeitgeber aus dem Russlandgeschäft ausgestiegen ist. Daher konnte sich die Familie Terechow das Leben in Moskau nicht mehr leisten und war dazu gezwungen, in die provinzielle Heimatstadt der Mutter, Jelena Terechowa, zu ziehen. Die Heimatstadt der Mutter trägt den fiktiven Namen Nowomorsk und befindet sich in der Region Krasnodar. In Nowomorsk musste die Familie notgedrungen in der – für Moskauer Verhältnisse sehr bescheiden eingerichteten – Wohnung der Großmutter, Taissija Stepanowna, unterkommen. Mascha Terechowa kam auf eine neue, staatliche Schule, in der sie sofort übelstem Mobbing seitens der Mitschüler ausgesetzt wurde. Haupteinpeitscherin war hierbei ihre Klassenkameradin Kristina "Kris" Koslowa, die ihr den Spitznamen Die Heulsuse gab. Doch die Liebe zur Musik und ein gewisses Maß an Schlagfertigkeit und Durchhaltevermögen half Mascha dabei, sich zu sammeln, neue Freunde zu finden und eine Schülerband zu gründen, mit der sie auf Schulwettbewerben sehr erfolgreich wurde. Eines ihrer Lieder bekam auf Social Media mehrere hunderttausend Views. Doch immer wieder griff Kris Koslowa, die sich selbst auch als erfolgreiche Sängerin zu positionieren versuchte, zu verschiedenen Gemeinheiten. Am Ende der ersten Staffel setzte sie die Lagerhalle, in der Maschas Band probte, in Brand und verursachte somit beinahe den Tod mehrerer Bandmitglieder. Dafür kam Kris Koslowa in eine Jugendstrafanstalt. 
Unterdessen traten aber auch Maschas private Probleme wiederholt ins Blickfeld. Zwischen ihren Eltern gab es oft Streit, insbesondere nachdem Familienvater Andrei Terechow von dubiosen Kredithaien über den Tisch gezogen wurde, die ihm eine lukrative Geschäftsidee versprachen. Und dann tauchte auch noch Wolodja Smirnow auf, der mit Maschas Mutter Jelena früher zusammen war. Wolodja Smirnow arbeitet jedoch als Kriminalermittler in der Stadt und hilft der Familie bei heiklen Fragen.

### Zweite Staffel
Mascha fährt im Rahmen eines Schulausfluges zu einem Musikfestival nach Moskau und trifft dort einen jungen Mann namens Lew, der sie sogar mit dem Rapper Basta bekannt macht. Lew ist Sohn eines erfolgreichen Geschäftsmannes und betreibt dubiose Machenschaften, um sich an jungen Musiktalenten zu bereichern. Er verspricht Mascha eine grandiose Musikkarriere, wofür sie während des Schulausfluges abhaut und bei Lew wohnen bleibt. Doch Lews Versprechungen waren allesamt heiße Luft und daher beschließt Mascha, zurück nach Nowomorsk zu gehen. Lew überredet sie, zu bleiben, weil er angeblich ein Treffen mit einem einflussreichen Musikproduzenten organisiert hätte, will sie aber hinter die Stadt fahren und dort gemeinsam mit einem Freund vergewaltigen. Als Mascha dies zufällig erfährt, steigt sie aus dem Wagen aus mit der Absicht zu fliehen. Es kommt zu Handgreiflichkeiten zwischen Mascha und Lew, infolgedessen Lew von einem Auto erfasst und schwer verletzt wird. Da Lews Vater ein einflussreicher Geschäftsmann ist, wird der Fall vor Gericht so dargestellt, dass Mascha Lew absichtlich unter ein Auto geschubst hat, um sich an seinem Vermögen zu bedienen. Von einem Moskauer Gericht wird Mascha zu einer einjährigen Gefängnisstrafe in einer Jugendstrafanstalt verurteilt. Angekommen in der Strafanstalt trifft sie dort auf ihre einstige Rivalin, Kris Koslowa. Die Mädchen wurden im Gefängnis zu Schicksalsschwestern.
Letztendlich wird das Gerichtsurteil gegen Mascha im Rahmen der Revision wieder aufgehoben, da sich ein Motorradfahrer gefunden hat, der den Unfall mittels einer Dashcam aufgenommen hat. Auf dem Video ist deutlich zu sehen, dass Lew Mascha zurück ins Auto zerren wollte, wogegen sie sich wehrte. Das Gericht stellte Notwehr fest und sprach Mascha vom Vorwurf frei.
Als Mascha wieder aus dem Gefängnis freikam, nahm sie ihre Anzeige gegen Kris Koslowa wegen der Brandstiftung und dem versuchten Totschlag zurück und auch Kris kam aus dem Gefängnis frei. Mascha und Kris sind inzwischen beste Freundinnen geworden und wollen gemeinsam auftreten.
Doch es gab auch weiterhin viele Fallstricke für Mascha: In der Schule hat sich vieles geändert. So wollte Matwei, der „zufällig“ der Enkel von Schulleiterin Ljudmila Wassiljewna Schischkowa war, sich als neuer Superstar präsentieren. Und auch Nikita, in den Mascha verliebt war, hat mittlerweile eine andere gefunden. Und zu allem Überfluss machte Lews Vasalle Jagd auf Mascha, um sie zu töten, damit Lew wegen versuchter Vergewaltigung und Falschaussage vor Gericht nicht ins Gefängnis muss.

## Trivia
- Produzent der Serie war Sergei Schukow, der ehemalige Interpret von Ruki wwerch, einer der erfolgreichsten Dancegruppen Russlands.
- Sergei Schukow ist zugleich Vater von Nina Schukowa (* 2008), der Hauptdarstellerin, die die Rolle von Mascha Terechowa spielt.[3]
- Die Serie wurde in Sotschi und in Moskau aufgenommen.
- Der sowjetische Spielfilm Vogelscheuche (1983) diente den Produzenten für diese Serie als Inspiration.[4]